# Virginia Cavalry FC
El Virginia Cavalry FC fue un proyecto de equipo de fútbol para jugar en la NASL, la segunda liga de fútbol en importancia en los Estados Unidos.

## Historia
Fue fundado en noviembre del 2012 luego de que se anunciara que el Estado de Virginia tendría un equipo de fútbol en la NASL para la temporada 2014, y que para el año 2014 tendrían construido el Edelman Financial Field, un complejo multideportivo ubicado en Ashburn, Virginia. La idea del nuevo club fue hecha por un grupo de empresarios del Estado liderados por el exportero del DC United Mark Simpson, quien también era el director de operaciones, y el club era propiedad del VIP Sports & Entertainment.
El 6 de febrero de 2013 se comunicó que el club se llamaría Virginia Cavalry FC y que sus colores serían negro, rojo y plata como los del emblema. El 6 de diciembre de 2013 se dijo que el club jugaría hasta la temporada 2015 debido a retrasos en la construcción del estadio.
A mediados de julio de 2014 se anunció que la temporada inaugural del club sería en el 2016 debido a una reorganización interna del club, la cual incluía cambios en los propietarios.
El 10 de agosto de 2015 en una entrevista se anunció que Bill Peterson, comisionado de la NASL, mediante un telegrama, que movió la franquicia de Virginia a Oklahoma City, por lo que el proyecto desapareció, así como la idea de que el Estado de Virginia tuviese un equipo de fútbol por el momento.

## Estadio
El estadio iba a ser la sede el club en la NASL pero solo fue un proyecto en papel, el cual no fue ejecutado y tan siquiera se jugaron partidos en él.